# Scodiomima crocallaria
Scodiomima crocallaria là một loài bướm đêm trong họ Geometridae.